# Howard Hodgkin
Howard Hodgkin, właśc. Gordon Howard Eliot Hodgkin (ur. 6 sierpnia 1932 w Londynie, zm. 9 marca 2017 tamże) – brytyjski malarz.
Początkowo tworzył w nurcie zbliżonym do pop-artu. Zainspirowany pracami Édouarda Vuillarda opracował własny styl. Tworzył niewielkie formaty malowane farbami na desce, w których ramy odgrywały ważną rolę. Używał bogatej kolorystyki i aluzyjnych form. Od lat 80. w pracach Hodgkina obecne są elementy figuralne.

## Twórczość
- Mrs. Sheth on the terrace, (1970–1972),
- One Down, (1981),
- Bleeding, (1982),
- David's Pool at Night, (1985),
- Eye, (2000)
- Déjà vu Deja Blue, (2004)